# Tenryū (Schiff, 1919)
Die Tenryū (jap. 天龍) war ein Leichter Kreuzer der Kaiserlich Japanischen Marine und Typschiff der Tenryū-Klasse. Das Schiff wurde nach dem Fluss Tenryū auf Honshū benannt.

## Planung und Bau

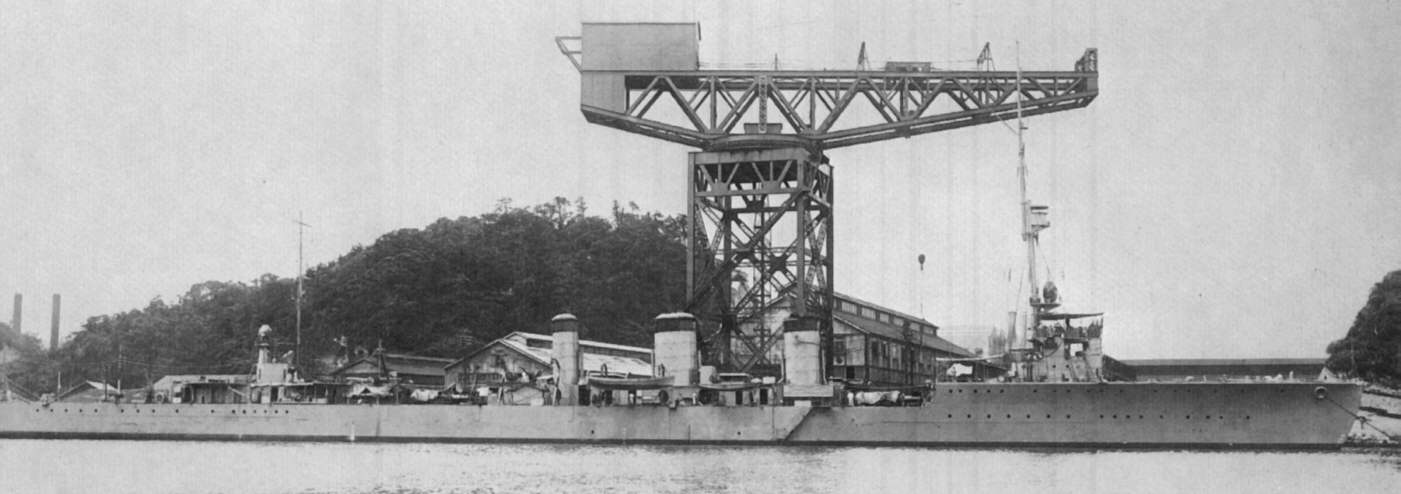
Tenryū am Ausrüstungskai 1919

Die Tenryū wurde in 2 Jahren Bauzeit von der Marinewerft in Yokosuka gebaut und am 20. November 1919 von der Marine in Dienst gestellt. Sie war nicht mit zehn einheitlichen Kesseln ausgerüstet, sondern acht Kessel konnten mit Öl und zwei weitere bei Bedarf mit Kohle befeuert werden. Dafür führte sie rund 920 Tonnen Schweröl in Tanks sowie 150 Tonnen Kohle in Kohlebunkern mit.

### Modernisierungen
Die Tenryū erhielt bei Umbauarbeiten von 1927 bis 1930 einen Dreibeinmast hinter der Brücke. 1937 wurde eine unbekannte Anzahl 7,7-mm-Maschinengewehre zur Nahbereichsverteidigung eingebaut. 1942 erhielt sie zwei Wasserbombenwerfer und an der Steuerbord- und Backbordseite die dazugehörigen Schienen. Während ihrer Dienstzeit wurden die 13,2 mm Zwillingsmaschinengewehre entfernt und durch 25 mm Zwillinge ersetzt. Im Sommer 1942 wurden zwei weitere 25 mm Zwillingsmaschinenkanonen achtern des hinteren Schornstein aufgestellt und zum Schutz der beiden Drillingstorpedorohrsätze Panzerung nachgerüstet.

## Einsätze

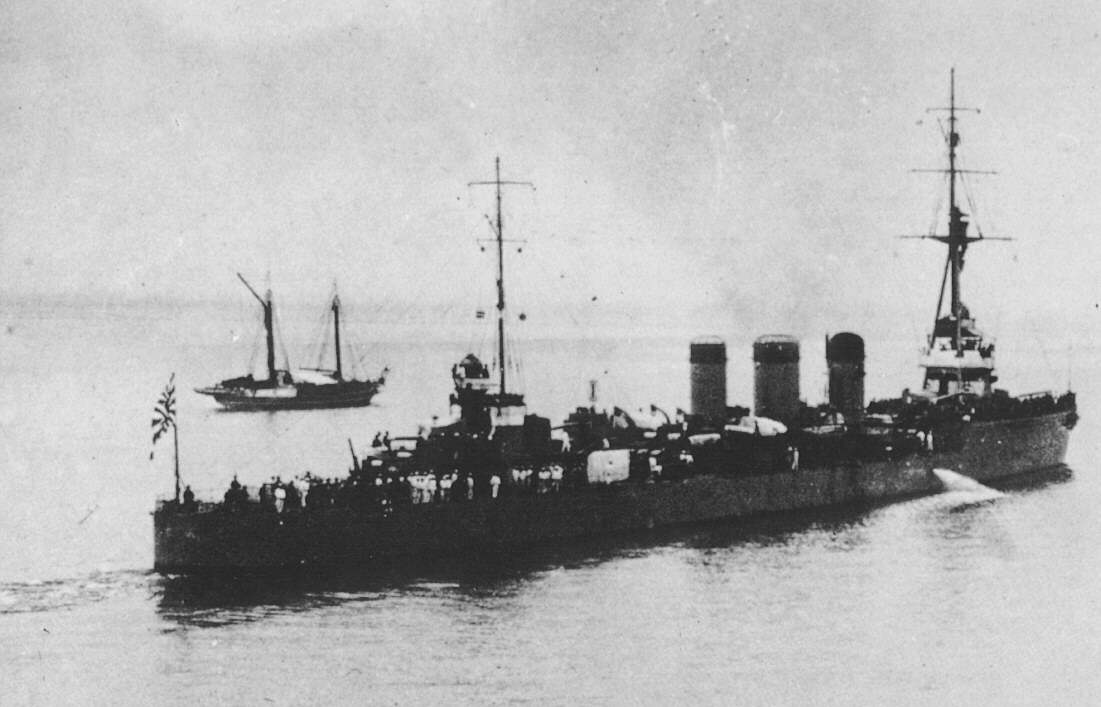
Die Tenryū um 1930. Unterhalb des Suchscheinwerfer an achtern ist der nach oben gerichtete Lauf der 8 cm FlaK zu erkennen.

### China
Ihr erster Einsatz in chinesischen Gewässern waren zwischen 1931 und 1933 Patrouillenfahrten auf dem Jangtsekiang.
Der erste Kampfeinsatz der Tenryū fand im Zweiten Japanisch-Chinesischen Krieg statt. Nach dem Zwischenfall vom 7. Juli gehörte der Leichte Kreuzer zu den japanischen Schiffen, die sich Ende Juli 1937 in Tsingtao  sammelten.
1938 gehörte sie zur Eskorte der japanischen Flotte, die am 10. Mai Truppen an der chinesischen Küste absetzte. Bei diesem Einsatz beschoss sie chinesische Stellungen an Land, um das Vorrücken japanischer Bodentruppen zu unterstützen.

### Pazifikkrieg
Die Tenryū war zu Beginn des Pazifikkrieges als Sicherung für Landungsoperationen eingesetzt und war im Dezember 1941 an den Landungen auf Wake und 1942 an der Landung auf New Ireland beteiligt.

### Guadalcanal und Neuguinea
In der Schlacht vor Savo Island am 9. August 1942 gehörte die Tenryū zur Flotte von Vizeadmiral Mikawa, die vor Guadalcanal Jagd auf alliierte Schiffe machen sollte. Nachdem die japanische Flotte, aus Rabaul kommend, im Schutz der Dunkelheit, unbemerkt von amerikanischen Sicherungsschiffen, in den Sund eingedrungen war, griff sie die amerikanischen und australischen Kreuzer mit Artillerie und Torpedos an. Zwei Torpedos der Tenryū trafen dabei den Schweren Kreuzer Quincy, der später unterging, während sie selbst von Kreuzerfeuer getroffen wurde und leichte Schäden erlitt. 25 japanische Seeleute wurden getötet. Nachdem der Rückzug angeordnet war, entdeckte der Ausguck der Tenryū den Zerstörer Ralph Talbot, der sich von seiner Vorpostenposition auf das Schlachtfeld bewegte. Die Suchscheinwerfer des leichten Kreuzers erfassten daraufhin den Zerstörer und die Ralph Talbot wurde von der Tenryū, der Yūbari und dem Schweren Kreuzer Furutaka zusammengeschossen, bis eine Regenbö das amerikanische Schiff dem Angriff entzog.
Am 22. Oktober 1942 verließ die Tenryū Rabaul, um einen Sondereinsatz durchzuführen und 353 Mann einer japanischen Marineinfanterieeinheit, die im August auf der Goodenough-Insel Taupota gelandet waren, um eine Kommunikations- und Wetterstation einzurichten, zu evakuieren. Am Treffpunkt wurde sie mit Infanteriewaffen beschossen, da australische Truppen bereits die verabredete Evakuierungsposition besetzt hatten. Erst vier Tage später, am 26. Oktober, konnte die Tenryū bei einem erneuten Versuch die 261 Überlebenden der Tsukioka-Einheit aufspüren und zurückbringen.
Im September 1942 wurde sie für das Verlegen von Seeminen eingeteilt und mit 56 Minen an Deck beladen. Nachdem sich der Einsatz verzögerte, entfernte man am 1. Oktober die Minen wieder vom Schiff. Am Morgen des 2. Oktobers griffen amerikanische B-17 Bomber den Hafen von Rabaul an und trafen dabei die Tenryū mit einer Fliegerbombe auf dem Achterschiff an Steuerbord. 22 Besatzungsmitglieder starben, das Schiff erlitt schwere Schäden an den Aufbauten und das 8-cm-Geschütz am Heck wurde zerstört.
Nach einer mehrtägigen Instandsetzung wurde sie im sogenannten Tokio-Express als schnelles Versorgungsschiff für japanische Heerestruppen auf Guadalcanal eingesetzt. Sie führte zwischen dem 1. und 9. November drei Versorgungsfahrten mit Munition und Truppen von Shortland nach Guadalcanal durch.
In der Nacht vom 13. auf den 14. November 1942 gehörte die Tenryū zu einer Flotte aus vier schweren und zwei leichten Kreuzern, die Henderson Field, den provisorischen Feldflugplatz der Amerikaner auf Guadalcanal, mit indirektem Artilleriefeuer beschoss. Der 32 Minuten dauernde Angriff wurde nicht durch feindliche Flottenaktivitäten gestört, da sich die amerikanischen Schiffe nach der Schlacht vom 13. aus dem Sund zurückgezogen hatten. Die herbeigerufenen amerikanischen Schlachtschiffe kamen nicht rechtzeitig an, fingen aber am nächsten Tag, in der Schlacht von Guadalcanal, eine weitere japanische Flotte ab.

### Untergang
Am 16. Dezember eskortierte die Tenryū schließlich einen Konvoi von Rabaul nach Madang auf Papua-Neuguinea. Sie überstand einen amerikanischen Luftangriff am Morgen des 18. unbeschadet. Während die Frachtschiffe die japanischen Truppen anlandeten, wurden sie von der Tenryū und vier Zerstörern gesichert. Das U-Boot Albacore war von seiner vorgesetzten Stelle nach abgefangenen japanischen Funksprüchen in die Gegend abkommandiert worden und griff den Flottenverband am Abend des 18. Dezember an. Von drei Torpedos trafen zwei den leichten Kreuzer im hinteren Teil. Die Maschinenräume liefen sofort voll und die Tenryū blieb gestoppt liegen. Das Schiff war nicht zu retten und versank nach der Bergung der Überlebenden, etwa 2 Stunden nach den Torpedotreffern. 23 Seeleute wurden getötet.

## Wrack
Nach dem Wrack der Tenryū wurde bislang nicht gesucht. Der Untergangsort des Schiffs liegt vermutlich bei den Koordinaten 5° 12′ S, 145° 56′ O.

## Liste der Kommandanten
| Nr. | Name                                             | Beginn der Amtszeit | Ende der Amtszeit | Bemerkungen                                                         |
| --- | ------------------------------------------------ | ------------------- | ----------------- | ------------------------------------------------------------------- |
| 1.  | Fregattenkapitän/ Kapitän zur See Tsunoda Kanzo  | 20. Juli 1918       | 20. November 1919 | ab 16. Februar 1918 mit der Bauaufsicht betraut                     |
| 2.  | Fregattenkapitän/ Kapitän zur See Murase Teijiro | 20. November 1919   | 1. Dezember 1921  |                                                                     |
| 3.  | Kapitän zur See Yukou Takayoshi                  | 1. Dezember 1921    | 29. Mai 1922      |                                                                     |
| 4.  | Kapitän zur See Kawamura Tatsuza                 | 29. Mai 1922        | 1. Dezember 1922  |                                                                     |
| 5.  | Kapitän zur See Matsushita Hajime                | 1. Dezember 1922    | 1. Dezember 1923  |                                                                     |
| 6.  | Fregattenkapitän/ Kapitän zur See Oguri Nohuchi  | 1. Dezember 1923    | 1. Dezember 1924  | seit dem 15. Oktober 1923 mit der Wahrnehmung der Geschäfte betraut |
| 7.  | Kapitän zur See Takita Yoshio                    | 1. Dezember 1924    | 20. Oktober 1925  |                                                                     |
| 8.  | Kapitän zur See Kida Shimpei                     | 20. Oktober 1925    | 1. Dezember 1925  |                                                                     |
| 9.  | Kapitän zur See Monai Isao                       | 1. Dezember 1925    | 1. November 1926  |                                                                     |
| 10. | Kapitän zur See Yamaguchi Seishichi              | 1. November 1926    | 15. November 1927 |                                                                     |
| 11. | Kapitän zur See Kikuno Shigeru                   | 15. November 1927   | 18. Dezember 1928 |                                                                     |
| 12. | Kapitän zur See Sawamoto Yorio                   | 18. Dezember 1928   | 20. August 1929   |                                                                     |
| 13. | Fregattenkapitän Takahashi Ibō                   | 20. August 1929     | 1. November 1929  |                                                                     |
| 14. | Fregattenkapitän/ Kapitän zur See Hachiya Yoshio | 1. November 1929    | 1. Dezember 1930  |                                                                     |
| 15. | Kapitän zur See Madereme Kensuke                 | 1. Dezember 1930    | 15. November 1932 |                                                                     |
| 16. | Kapitän zur See Tayui Minoru                     | 15. November 1932   | 1. November 1933  |                                                                     |
| 17. | Kapitän zur See Kanazawa Masao                   | 1. November 1933    | 25. Mai 1934      |                                                                     |
| 18. | Kapitän zur See Izwawa Toru                      | 25. Mai 1934        | 15. November 1934 |                                                                     |
| 19. | Kapitän zur See Kasuga Sueaki                    | 15. November 1934   | 21. November 1935 |                                                                     |
| 20. | Kapitän zur See Kamada Michiaki                  | 21. November 1935   | 15. Februar 1936  |                                                                     |
| 21. | Kapitän zur See Kudo Kyuhachi                    | 15. Februar 1936    | 10. November 1936 |                                                                     |
| 22. | Kapitän zur See Ugaki Kanji                      | 10. November 1936   | 2. August 1937    |                                                                     |
| 23. | Kapitän zur See Abe Koso                         | 2. August 1937      | 15. Dezember 1938 |                                                                     |
| 24. | Kapitän zur See Yamazuki Sadanao                 | 15. Dezember 1938   | 15. November 1939 |                                                                     |
| 25. | Kapitän zur See Kanome Zensuke                   | 15. November 1939   | 15. Oktober 1940  |                                                                     |
| 26. | Kapitän zur See Takahashi Yuji                   | 15. Oktober 1940    | 28. August 1941   |                                                                     |
| 27. | Kapitän zur See Goto Mitsutaro                   | 28. August 1941     | 5. Juni 1942      |                                                                     |
| 28. | Kapitän zur See Asano Shinpei                    | 5. Juni 1942        | 5. Dezember 1942  |                                                                     |
| 29. | Kapitän zur See Ueda Mitsuharu                   | 5. Dezember 1942    | 19. Dezember 1942 |                                                                     |